# 摩爾多瓦飲食
摩爾多瓦飲食是指摩爾多瓦人的飲食文化。摩爾多瓦人的主食包括牛肉、豬肉、馬鈴薯、白菜和各種穀物。摩爾多瓦土壤肥沃，葡萄、水果、蔬菜、穀物、肉類和奶製品等各種食材生產豐富。摩爾多瓦飲食主要受到羅馬尼亞飲食的影響，但也有希臘、斯拉夫等元素。摩爾多瓦最著名的主食是馬馬利加。